# Tribunal maritime commercial (France)
Ne doit pas être confondu avec Tribunal maritime (France) ou Tribunal maritime spécial (France).

Le tribunal maritime commercial (TMC) est, en France, une juridiction pénale maritime non permanente, créée en 1939, supprimée en 2012, et remplacée par le tribunal maritime. 

## Historique
Le tribunal maritime commercial trouve son origine dans les tribunaux de l’amirauté de l’Ancien Régime créés par l’ordonnance sur la marine du 31 juillet 1681 relative à la police des ports, côtes et rivages de la mer, dite « ordonnance de Colbert ». Ces tribunaux sont compétents pour connaître des actes de piraterie, pillage et désertion des équipages et généralement de tous crimes et délits communs sur la mer, les ports et les rivages. Hormis quelques dispositions spéciﬁques de l’ordonnance de la Marine, la procédure ordinaire devant les tribunaux d’amirauté suit celle déﬁnie pour tous les tribunaux par l’ordonnance civile de Saint-Germain de 1667, dite Code Louis.
Les tribunaux de l’amirauté sont démembrés par les décrets du 7 septembre 1790, 6-10 novembre 1790. La connaissance des stipulations maritimes est attribuée aux tribunaux de commerce. Un certain désordre règne dans la codification du droit maritime puisque, un an plus tard, le 13 août 1791, un décret relatif à la police de la navigation et des ports de commerce doit préciser que les tribunaux d'amirauté demeurent supprimés.
Une juridiction spécifique est rétablie en matière maritime par le décret du 24 mars 1852 qui institue les tribunaux maritimes, à la composition variable et complexe, en fonction de la géographie et de la catégorie du prévenu, composés de 5 membres, dont un juge du tribunal de commerce - ou un juge de paix -, mais toujours présidés par un professionnel (commandant du bâtiment ou commissaire de l'inscription maritime), les crimes maritimes relevant des cours d'assises.
Ces tribunaux maritimes sont à nouveau supprimés par la loi du 17 décembre 1926 au profit des juridictions du droit commun,.
C'est le décret-loi du 29 juillet 1939 qui consacre les tribunaux maritimes commerciaux (TMC), distincts des juridictions de droit commun dans leur composition en raison de la technicité du milieu maritime qui exige des compétences théoriques et pratiques. L'exposé des motifs du texte souhaite « restaurer la discipline des bords... par la procédure accélérée de la justice paternelle rendue par les tribunaux maritimes commerciaux mieux aptes à connaitre les fautes maritimes et la mentalité particulière des gens de mer ». Il s'agit donc de retirer cette compétence aux tribunaux de droit commun pour la confier à la juridiction spécialisée des tribunaux maritimes commerciaux institués en 1852, avec la novation d'un juge professionnel y siégeant comme simple assesseur.
La loi n°62-899 du 4 août 1962, modifiant et complétant la loi du 17 décembre 1926, ajoute les sept derniers alinéas de l’article 90 relatifs au quatrième juge du tribunal, qui varie selon la profession et le niveau de qualification du prévenu.
La loi n°93-1013 du 24 août 1993 portant réforme de la procédure pénale modifie l'échevinage, instituant comme président, en lieu et place de l'administrateur des affaires maritimes, un magistrat professionnel du siège du tribunal de grande instance dans le ressort duquel le tribunal maritime est constitué.
Le siège de la matière figure dans le Code disciplinaire et pénal de la marine marchande, en vigueur jusqu'en 2012 (date à laquelle il a été entièrement réécrit par ordonnance), et dans le décret du 26 novembre 1956 sur la forme de procéder devant ces tribunaux, (abrogé en décembre 2014 à compter du 1er janvier 2015).

## Compétence
Bien que sa dénomination puisse prêter à confusion par l'emploi du qualificatif commercial, ce tribunal est une juridiction exclusivement pénale, qui ne statue pas sur l'action civile. Le terme « commercial » provient de ce que ce tribunal juge à l'origine les seuls marins de commerce et renvoie au caractère professionnel et non militaire de la compétence. L'un des membres du tribunal est un juge du tribunal de commerce à partir de 1852.
Les tribunaux maritimes commerciaux (TMC) sont institués dans les chefs lieux de quartier de France métropolitaine désignés par décret, au nombre de quatorze (Dunkerque, Boulogne-sur-Mer, Le Havre, Rouen, Saint-Malo, Brest, Lorient, Saint-Nazaire, Nantes, La Rochelle, Bordeaux, Sète, Marseille et Ajaccio).
Ils se réunissent en tant que de besoin pour juger certaines infractions maritimes : manquements aux règles de circulation maritime, infractions à la police intérieure du navire, accidents de navigation, infractions liées au comportement du capitaine ou de l’équipage d’un navire, infractions commises par du personnel engagé sur un bateau, fautes de plaisanciers (non-respect des règles de sécurité ou de circulation), délits liés à la profession de marin (absence irrégulière à bord, échouement).
En France métropolitaine, ces tribunaux sont compétents pour connaître des contraventions ou délits prévus par les articles 39 à 43, 45, 54 à 57, 59, 62 à 67, 80 à 85, 87 et 87bis du Code disciplinaire et pénal de la marine marchande (CDPMM). Toutes ces infractions concernent les relations à bord, la bonne marche du navire et la navigation maritime. Les délits prévus par le CDPPM qui n’entrent pas dans cette catégorie sont passibles des juridictions de droit commun.
Le tribunal compétent est celui du lieu du débarquement de la personne fautive si la faute a été commise en mer. Mais ce peut être légalement le tribunal du lieu de domicile de l'intéressé, du lieu de son arrestation ou encore du lieu d'immatriculation du navire.
Les infractions sont recherchées et constatées par les services de l’État intervenant en mer :
- la Gendarmerie nationale,
- la Gendarmerie maritime,
- les Douanes françaises,
- les Affaires maritimes.

## Composition
La composition du tribunal a varié selon les époques. Selon l'article 90 du décret-loi du 29 juillet 1939, le tribunal maritime commercial est composé de cinq membres, dont quatre fixes et un variable en fonction de la qualité du prévenu :
- un administrateur de l'inscription maritime qui préside le tribunal,
- un inspecteur de la navigation et du travail,
- un juge du tribunal civil,
- un capitaine au long cours.

Le cinquième membre, selon la qualité du prévenu, est un marin breveté ou un maître d'équipage.
Les fonctions de greffier sont tenues par un commis de l'inscription maritime.
Selon l'art. 91 du même texte, un commissaire rapporteur appartenant au corps des officiers de justice de l'armée de mer assure à la fois la charge de l'instruction du dossier et les fonctions de ministère public.

## La procédure
La procédure devant le tribunal maritime commercial suit les règles définies dans le décret du 26 novembre 1956 sur les tribunaux maritimes commerciaux et la forme de procéder devant ces tribunaux.
Comme devant la cour d’assises, le président dispose d’un pouvoir discrétionnaire. Le tribunal délibère et statue en répondant, à la majorité simple, par « oui » ou par « non » aux questions qui lui sont posées par son président relativement à la culpabilité du prévenu. En l'absence de culpabilité, le tribunal prononce l’acquittement et non la relaxe. Ces tribunaux statuent donc en dernier ressort, sans que ne soit prévue de procédure de l'appel. Seul est possible le pourvoi en cassation pour violation ou fausse application de la loi.

## Les sanctions
La loi du 17 décembre 1926 relative à la répression en matière maritime, définit les infractions qui relèvent du TMC parmi lesquelles figurent l'abandon de poste, l'abus d'autorité, la perte du navire, l'abordage, l'échouement, l'abandon du navire, la « non assistance à personne, même ennemie, en danger de se perdre »... et prévoit en répression des peines d'amendes et ou de prison, lorsqu'elle ne renvoie pas aux code pénal. Les TMC peuvent, pour certains délits, prononcer des peines d'emprisonnement allant jusqu’à deux ans.

## Fonctionnement
L'activité de ces juridiction est statistiquement très modeste. Entre 2003 et 2006, elles ont traité 744 affaires examinées au cours de 55 audiences, soit une moyenne de 186 affaires et 14 audiences par an. Mais cette activité est inégalement répartie. Les audiences sont programmées uniquement lorsqu’un nombre suffisant d’affaires le justifie, certains TMC ne tenant aucune audience, au profit du prononcé des seules sanctions administratives.
A cela s'ajoute l’obsolescence générale du Code disciplinaire et pénal de la marine marchande, liée à l’évolution des règles du droit pénal et aux exigences de la convention européenne des droits de l’homme et de sauvegarde des libertés, qui donne l’image d’un droit désuet, n’offrant pas aux justiciables toutes les garanties et voies de recours. A la fin des années 2000, un projet de réforme est élaboré conjointement par le ministère de l’Écologie, de l’Énergie, du Développement durable et de l’Aménagement du territoire et le ministère de la Justice.

## La suppression du tribunal maritime commercial
Une décision du conseil constitutionnel du 2 juillet 2010 déclare contraire à la Constitution l'article 90 du code disciplinaire et pénal de la marine marchande et non conforme à la Constitution la composition de ce tribunal en raison de la présence, au sein d'une juridiction répressive compétente pour prononcer des peines privatives de liberté, d'un militaire ou d'un fonctionnaire soumis à l'autorité hiérarchique du Gouvernement, et ce en contradiction avec le principe d'indépendance des juridictions.
L'inconstitutionnalité étant déclarée d'effet immédiat, le Conseil constitutionnel décide que les tribunaux maritimes commerciaux siègeront désormais dans la composition prévue, selon la nature de l'infraction, pour les juridictions pénales de droit commun (tribunal de police ou tribunal correctionnel). La décision a pour effet de transférer aux juridictions de droit commun, de 2010 à 2012, tout le contentieux des tribunaux maritimes commerciaux.
Une nouvelle ordonnance modifie le dispositif le 2 novembre 2012, et crée les tribunaux maritimes actuels, dans une composition à nouveau échevinée.

### Textes de références
- Code disciplinaire et pénal de la marine marchande
- Ordonnance sur la marine du 31 juillet 1681 relative à la police des ports, côtes et rivages de la mer
- Décret-loi du 7 septembre 1790 (art. 8)
- Décret disciplinaire et pénal pour la marine marchande du 24 mars 1852[21]
- Loi du 17 décembre 1926 relative à la répression en matière maritime, sur Legifrance.gouv.fr, JORF n°0295 du 19 décembre 1926, page 13252[22]
- Décret-loi du 29 juillet 1939, MODIFICATION DES ART. 25, 30, 31, 33, 35, 36, 37, 86, 88, 90, 91, 92, 93 ET 94 DE LA LOI DU 17-12-1926 PORTANT CODE DISCIPLINAIRE ET PÉNAL DE LA MARINE MARCHANDE, JORF n°0181 du 3 août 1939, page 9821.
- Décret n°56-1219 du 26 novembre 1956 sur les tribunaux maritimes commerciaux et la forme de procéder devant ces tribunaux.
- Loi n°62-899 du 4 août 1962
- Loi n° 93-1013 du 24 août 1993
- Ordonnance n° 2012-1218 du 2 novembre 2012 portant réforme pénale en matière maritime

### Articles
- Laurent (Jean-Charles). Le tribunal maritime commercial, Semaine juridique, 1952, I, n° 1068 bis.
- Renée Alliot, « Réflexions à propos des tribunaux maritimes commerciaux [Première partie] », Revue Juridique de l'Ouest, vol. 2,‎ 1993, p. 143-200 (lire en ligne)
- Renée Alliot, « Réflexion à propos des tribunaux maritimes commerciaux [Deuxième partie. Le déroulement du procès pénal] », Revue Juridique de l'Ouest, vol. 3,‎ 1993, p. 415-464 (lire en ligne)
- Michel Renaut, « Le tribunal maritime commercial doit-il se réformer ou disparaître ? », Droit Maritime Français - 2004 - no 651 - septembre 2004
- Jean-Philippe Bloch, « Le tribunal maritime commercial, un tribunal qu'il faut maintenir en le modernisant », Droit Maritime Français - 2004 - no 651 - septembre 2004
- Jean-Christophe Izard, « La réforme du Code disciplinaire et pénal de la marine marchande : la (re)fondation d'une justice pénale maritime ? », Revue de droit des transports - avril 2008, p. 12
- Luc Briand, « Quel avenir pour les tribunaux maritimes commerciaux ? », Droit Maritime Français - no 717 - septembre 2010
- Luc Briand, « Tribunal maritime commercial et procès équitable, dernier acte », Droit Maritime Français - no 720 - décembre 2010
- Luc Briand, « L'ordonnance n°2012-1218 du 2 novembre 2012 portant réforme pénale en matière maritime. Vers une justice efficace ? », Droit Maritime Français - no 751 - octobre 2013
- Jacques Boré, Louis Boré, « Cassation (Pourvoi en) », n° 33, Répertoire Dalloz de droit pénal et de procédure pénale, mai 2006. La possibilité du pourvoi en cassation est également mentionnée aux articles 31 et 34 du décret de procédure [archive].
- Jean-Philippe Zanco, « Autour du Code de justice maritime (1858-1965). Une brève histoire de la justice maritime. », Revue historique des armées, no 252,‎ 15 septembre 2008, p. 72–85 (ISSN 0035-3299, lire en ligne, consulté le 19 mai 2019)

### Ouvrages
- Michel Essou, Le Droit pénal maritime, mémoire de DESS de droit maritime et des transports, université de Droit, d’Économie et des Sciences d’Aix-Marseille, 2004
- Hélène Daoulas Hervé, « Procédure devant les Tribunaux maritimes commerciaux »
- Martin Ndende, Hélène Daoulas, « Tribunaux maritimes commerciaux », Répertoire Dalloz de droit commercial, septembre 2000

### Littérature et cinéma
- Edouard Peisson, dans sa trilogie Le sel de la mer, dans le volume intitulé Dieu te juge !, décrit la composition du tribunal maritime commercial devant lequel comparait le capitaine Godde, comparaissant à la suite du naufrage du Canope qu'il commandait : « A la table des juges, quatre marins qui ont commandé, dont deux commandent encore, présidés par un administrateur en chef de la marine. Au banc du commissaire du gouvernement, un officier vêtu de la tenue de la Marine nationale, aux manches ornées de cinq galons d'or. »[23].L'action se déroulant avant la Grande guerre, donc sous l'empire du décret de 1852, un juge du tribunal de commerce (ou un juge de paix) aurait dû figurer dans la composition du tribunal.